# Такасаго (бронепалубный крейсер)
«Такасаго» (高砂) — бронепалубный крейсер Японского Императорского флота. Построен по Второй чрезвычайной программе пополнения флота 1896 года. Участвовал в Русско-японской войне. Погиб, подорвавшись на русском минном заграждении 13 декабря 1904 года.
Получил название в честь живописной местности в префектуре Хёго.

## Проектирование и постройка

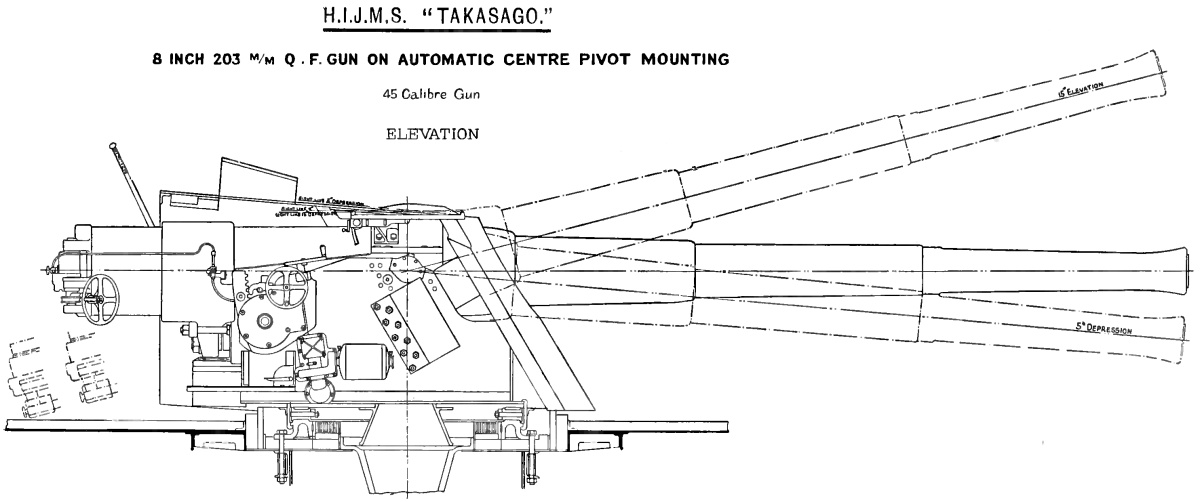
Схема 203-мм орудия «Такасаго»

Крейсер «Такасаго» спроектирован известным английским кораблестроителем Филиппом Уоттсом (впоследствии, автор первого линкора «Дредноут»). Представляет собой улучшенный проект аргентинского бронепалубного крейсера «25-е мая» и является типичным представителем «элсвикских» крейсеров. Для улучшения мореходности корабль получил развитые полубак и полуют. Обладал недостаточной остойчивостью и был подвержен сильной бортовой качке. Ради повышения остойчивости боевые марсы были установлены ниже, чем на предшественниках.
Броневая защита из стальной гарвеевской брони была разработана с учётом противодействия 203-мм бронебойным снарядам. 203-мм орудия были прикрыты щитами толщиной 114-мм в лобовой части и 63-мм с бортов. Запас плавучести обеспечивался наличием 109 водонепроницаемых отсеков, 18 из которых находились в двойном днище.

## История службы
После завершения строительства крейсер совершил переход в Японию и 14 августа[когда?] прибыл в порт Йокосука.
В 1900 году крейсер в составе Международной эскадры принимал участие в подавлении восстания ихэтуаней в Китае
В 1902 году вместе с крейсером «Асама» совершил поход в Великобританию для участия в церемонии коронации короля Эдуарда VII, а также праздновании заключения первого англо-японского союза. Поход продолжался с 7 апреля по 28 ноября 1902 года, в ходе похода корабль прошел 24 718 морских миль.

### Русско-японская война
Перед началом русско-японской войны крейсер «Такасаго» вошел в состав 3-го боевого отряда 1-й эскадры Соединенного флота. 8 февраля 1904 года, при подходе главных сил Соединённого флота к Порт-Артуру крейсер «Такасаго» задержал русский пароход «Маньчжурия» (впоследствии под именем «Канто» вошёл в состав Японского флота).
9 февраля 1904 года крейсер в составе своего отряда принял участие в бою с 1-й Тихоокеанской эскадрой ведя огонь по «Аскольду» и «Баяну». В дальнейшем неоднократно вёл разведку, обеспечивал действия миноносцев и брандеров, корректировку перекидной стрельбы. 25 февраля участвовал в потоплении миноносца «Внушительный».
13 апреля «Такасаго» в составе своего отряда вел бой с крейсером «Баян», вышедшем на помощь миноносцу «Страшный». 15 мая 1904 года «Такасаго» принял часть экипажа броненосца «Ясима», затонувшего после подрыва на минах, выставленных русским минным заградителем «Амур». 23 июня при выходе русской эскадры в море «Такасаго» в составе отряда вёл наблюдение за действиями русских кораблей.
10 августа «Такасаго» принимал участие бою в Жёлтом море с пытавшейся прорваться 1-й Тихоокеанской эскадрой.
15 августа «Такасаго» в составе своего отряда прибыл к порту Циндао для наблюдения за прибывшими туда после боя броненосца «Цесаревич» и миноносцев «Бесшумный», «Бесстрашный» и «Беспощадный». После того, как командир 3-го отряда контр-адмирал С. Дэва удостоверился в том, что русские корабли интернированы, отряд убыл к главным силам.
В октябре 1904 года «Такасаго» убыл на ремонт в Японию. После завершения ремонта крейсер вернулся в состав флота.
В ночь с 12 на 13 декабря 1904 года в районе 37 миль южнее Порт-Артура крейсер «Такасаго» подорвался на мине. Несмотря на усилия экипажа предотвратить поступление воды, выправить крен не удалось. Командир корабля отдал приказ экипажу выйти на верхнюю палубу и приступить к спуску шлюпок. Команда, трижды прокричав «банзай» с военными песнями ожидала затопления корабля. В 01.10 13 декабря крейсер перевернулся на левый борт и через 23 минуты полностью затонул в координатах 38°10′ с. ш. 121°15′ в. д.. Все шлюпки, кроме одной, были затянуты водоворотом. На место катастрофы прибыл крейсер «Отова», начавший спасение людей. В условиях сильного ветра со снегом и большой волны, удалось подобрать 162 человека (из них 6 умерло), в том числе командира корабля капитана 1-го ранга Исибаси. Всего погибло 280 человек (в том числе 23 офицера и кондуктора, 257 нижних чинов и вольнонаёмных).
По одной из версий мина, на которой подорвался «Такасаго», была поставлена миноносцем «Сердитый» под командой А. В. Колчака.

## Командиры корабля
- капитан 1-го ранга Утида Масатоси (Uchida, Masatoshi) — с 23 июня 1897 года по 14 августа 1898 года[6].
- капитан 1-го ранга Хаясаки Гэнго (Hayasaki, Gengo) — с 2 ноября 1898 года по 17 июня 1899 года[6].
- капитан 1-го ранга Накаяма Нагааки (Nakayama, Nagaaki) — с 20 ноября 1899 года по 20 мая 1900 года[7].
- капитан 1-го ранга Такигава Томокадзу (Takigawa, Tomokazu) — с 20 мая по 25 сентября 1900 года[8].
- капитан 1-го ранга Нарукава Хакару (Narukawa, Hakaru) — с 25 сентября по 6 декабря 1900 года[8].
- капитан 1-го ранга Ивасаки Тацуто (Iwasaki, Tatsuto) — с 23 января по 10 сентября 1901 года[8].
- капитан 1-го ранга Ёсимацу Мотаро (Yoshimatsu, Motaro) — с 9 октября 1901 года по 21 апреля 1903 года[9].
- капитан 2-го ранга/капитан 1-го ранга (с 17 января 1904 года) Исибаси Хадзимэ (Ishibashi, Hajime) — с 7 июля 1903 года по 23 декабря 1904 года[10].

## Галерея

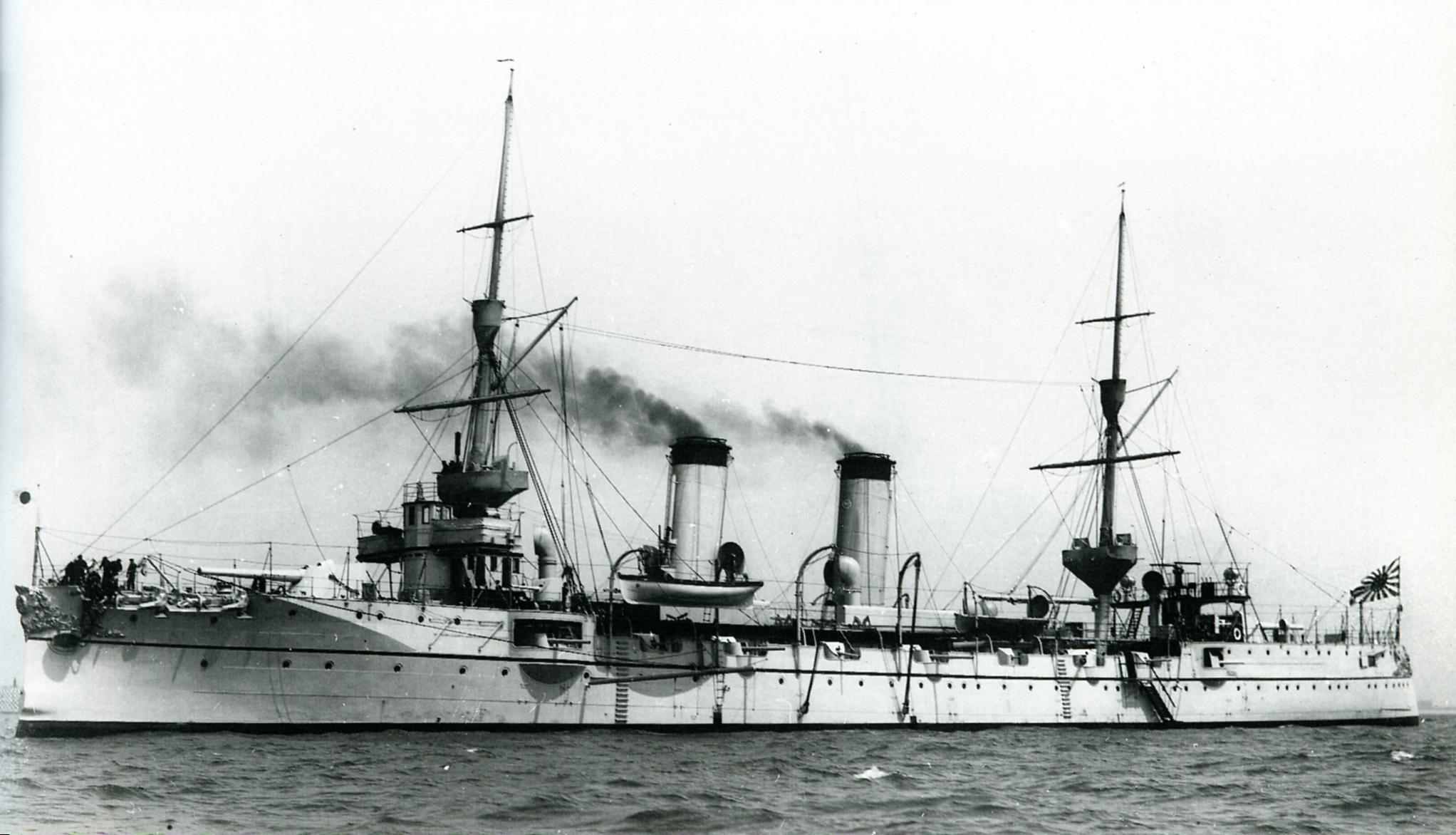
Крейсер «Такасаго» в Портсмуте
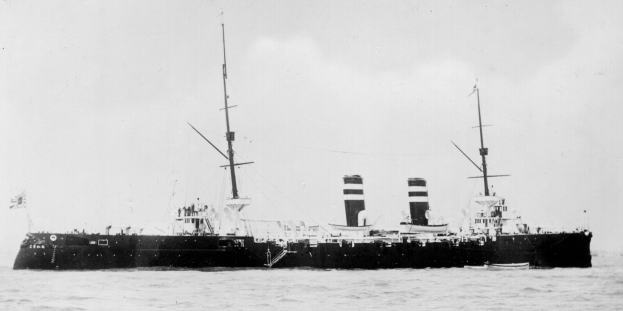
Крейсер «Такасаго»
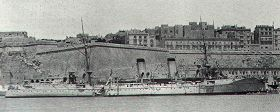
Крейсер «Такасаго» у берегов Тайваня
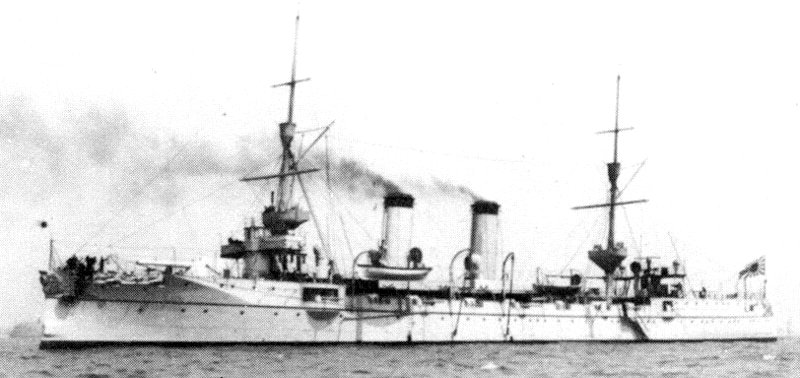
Крейсер «Такасаго» в 1896 году

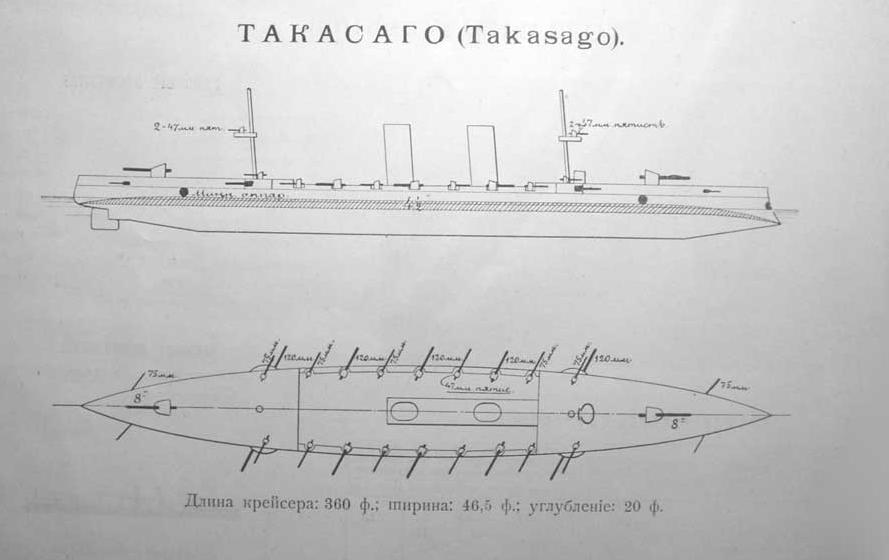
Схема крейсера «Такасаго» из Альбома «Японскій Военный Флотъ» СПб, 1904 г.

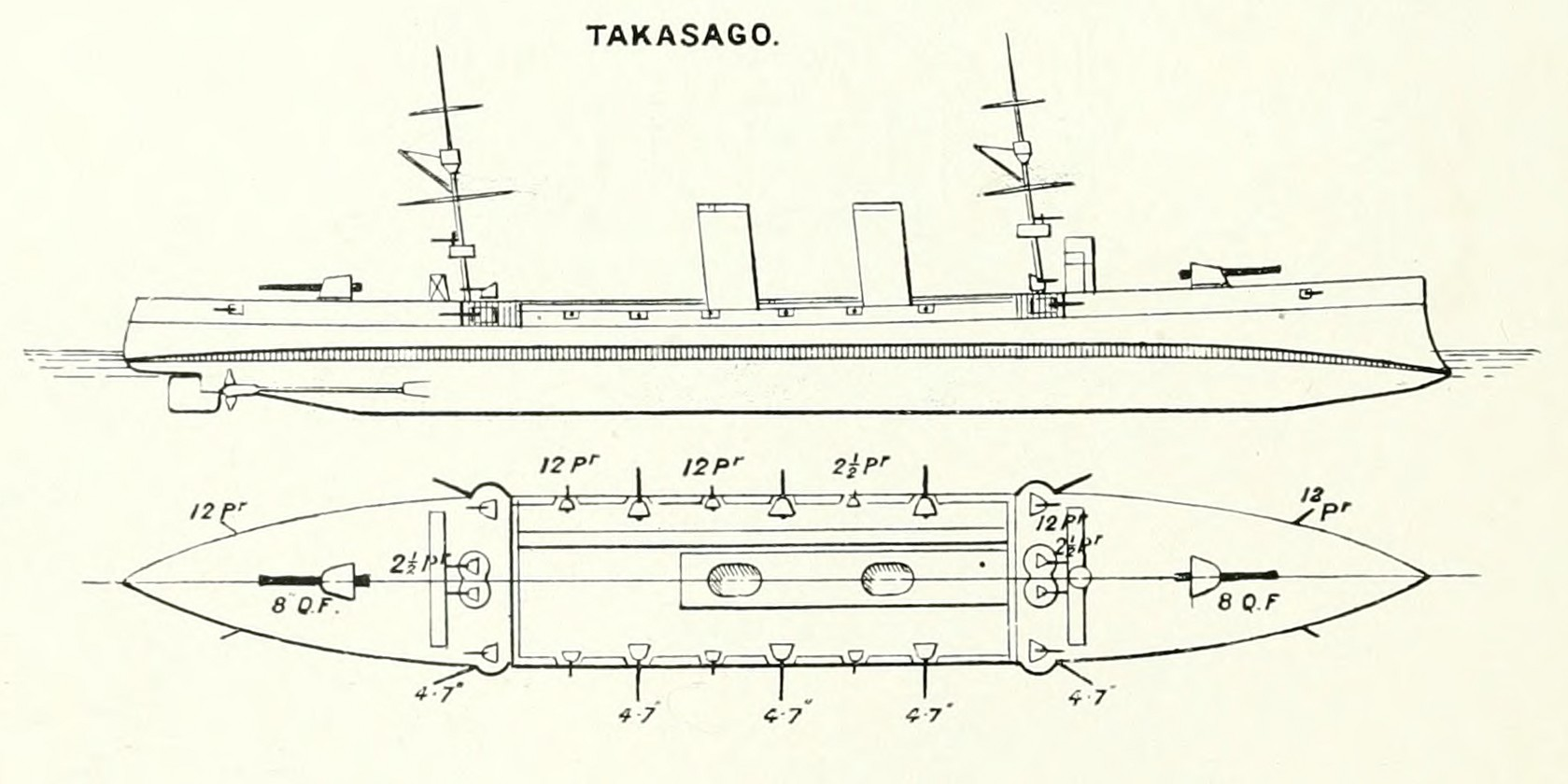
Схема крейсера «Такасаго» из справочника T.Brassey. The Naval Annual. Portsmouth — 1902 г.